# Naklo
Naklo je naselje u slovenskoj Općini Naklu. Naklo se nalazi u pokrajini Gorenjskoj i statističkoj regiji Gorenjskoj. 

## Stanovništvo
Prema popisu stanovništva iz 2002. godine naselje je imalo 1,627 stanovnika.